# Bill Kaulitz
Bill Kaulitz (Leipzig, 1 september 1989) is de zanger van de Duitse band Tokio Hotel. Hij heeft samen met zijn tweelingbroer Tom Kaulitz, Gustav Schäfer en Georg Listing de band opgericht.
Nadat Kaulitz meedeed aan het programma Kinder-Star-Search werd de band in 2003 ontdekt door de Duitse muziekproducent Peter Hoffmann. Tokio Hotel kreeg een platencontract bij platenmaatschappij Sony BMG, en later ook bij Universal Music Group.

## Uiterlijk
Het uiterlijk van Kaulitz wordt vaak getypeerd als vrouwelijk. Zijn uiterlijk is geïnspireerd door dat van Japanse artiesten zoals Hyde, Mana en Miyavi en anderen uit de zogeheten Visual kei-scene. Kaulitz is een grote fan van de Duitse zangeres Nena, wat zijn eerste concertbezoek was, en hij heeft ook delen van haar stijl overgenomen.
- Gemeinsame Normdatei: 1172820090
- International Standard Name Identifier: 0000 0001 3315 950X
- Library of Congress Control Number: n2022006342
- MusicBrainz: f364dd6f-ead7-437f-891f-71d78fd9c2c8
- Nationale Bibliotheek van Tsjechië: xx0145502
- Virtual International Authority File: 230720274
- WorldCat: E39PBJpJfgvKXRCDjGYkc83YT3